# 穆西 (瓦兹河谷省)
穆西（法語：Moussy，法語發音：[musi] ⓘ）是法国法兰西岛大区瓦兹河谷省的一个市镇，属于蓬图瓦兹区。

## 地理
穆西（49°8'17"N, 1°54'35"E）面积4.75 平方千米，位于法国法蘭西島大區瓦兹河谷省，该省份为法国北部内陆省份，北起瓦兹省，西接厄尔省，南至塞纳-圣但尼省、上塞纳省和伊夫林省，东临塞纳-马恩省。
与穆西接壤的市镇（或旧市镇、城区）包括：沙尔、韦克桑地区勒贝莱、勒佩尔谢、布里尼昂库尔、桑特伊、科姆尼。

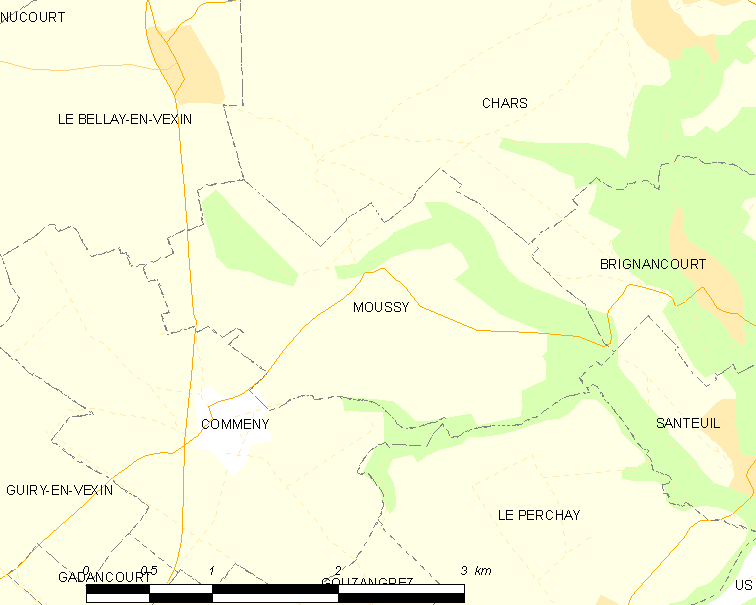
的OSM定位图

穆西的时区为UTC+01:00、UTC+02:00（夏令时）。

## 行政
穆西的邮政编码为95640，INSEE市镇编码为95438。

## 政治
穆西所属的省级选区为蓬图瓦兹县。

## 人口

1962-2008年间人口变化图示

穆西于2022年1月1日时的人口数量为111人。